# Pál Dárdai
Pál Dárdai (Pécs, Hungría, 16 de marzo de 1976) es un exfutbolista y entrenador húngaro que se desempeñaba como centrocampista de corte defensivo. Jugó un total de 14 años para el Hertha Berlín alemán y es el jugador con más presencias en el club. Actualmente está sin club.

## Carrera como entrenador
Hertha BSC II
Comenzó su trayectoria como técnico en las categorías inferiores del Hertha Berlín en 2012.
Seleccionador húngaro
En septiembre de 2014, fue nombrado de forma interina como nuevo seleccionador de Hungría sin dejar de dirigir al Hertha BSC II. Sus buenos resultados le sirvieron para ser ratificado en el banquillo húngaro.
Hertha Berlín
El 6 de febrero de 2015, se hizo cargo del primer equipo del Hertha Berlín, que ocupaba puestos de descenso, lo que provocó la destitución del entrenador Jos Luhukay. Tuvo un debut exitoso al imponerse contra el Maguncia 05. En total obtuvo 17 puntos en 15 partidos (4 victorias, 5 empates y 6 derrotas) que le sirvieron para evitar el descenso. Tras lograr la permanencia, fue confirmado en su puesto por el club, y dimitió como seleccionador de Hungría para concentrarse en su trabajo al frente del Hertha Berlín. Su segunda temporada en el banquillo del Olympiastadion comenzó de forma positiva, llevando al equipo de la capital a la 3.ª posición al término de la primera vuelta de la 1. Bundesliga 2015-16, aunque finalmente terminó en el 7.º puesto, accediendo a la Europa League. En la 1. Bundesliga 2016-17, el Hertha Berlín rindió a un nivel similar y finalmente obtuvo la 5.ª posición del campeonato. El 16 de abril de 2019, el club anunció que Dárdai no iba a continuar en el banquillo la próxima temporada.
El 25 de enero de 2021, inició su segunda etapa como entrenador del primer equipo del Hertha Berlín. Logró la permanencia y continuó en el cargo hasta el 29 de noviembre, cuando fue despedido después de haber sumado 14 puntos en las 13 primeras jornadas de la Bundesliga.
El 16 de abril de 2023, se incorporó nuevamente al Hertha Berlín.Después de la temporada 2023-24, el contrato no fue extendido por la directiva alemana.

## Clubes

### Como jugador
| Club          | País     | Año       | Partidos | Goles |
| ------------- | -------- | --------- | -------- | ----- |
| Pécsi MFC     | Hungría  | 1991-1995 | 68       | 11    |
| Budapest VSC  | Hungría  | 1996      | 22       | 3     |
| Hertha Berlín | Alemania | 1997-2011 | 373      | 22    |
| Total         | Total    | Total     | 463      | 36    |

### Como entrenador

#### Club
| Equipo                   | Div.  | Temporada | Liga  | Liga | Liga | Liga | Liga |       | Copa | Copa | Copa | Copa  |   | Internacional | Internacional | Internacional | Internacional | Internacional |   | Otros | Otros | Otros | Otros |    | Totales     | Totales | Totales | Totales | Totales | Totales | Totales | Totales |
| Equipo                   | Div.  | Temporada | Part. | G    | E    | P    | Pos. | Part. | G    | E    | P    | Part. | G | E             | P             | Pos.          | Part.         | G             | E | P     | Part. | G     | E     | P  | Rendimiento | GF      | GC      | Dif.    |         |         |         |         |
| ------------------------ | ----- | --------- | ----- | ---- | ---- | ---- | ---- | ----- | ---- | ---- | ---- | ----- | - | ------------- | ------------- | ------------- | ------------- | ------------- | - | ----- | ----- | ----- | ----- | -- | ----------- | ------- | ------- | ------- | ------- | ------- | ------- | ------- |
| Hertha Berlín · Alemania | 1.ª   | 2014-15   | 15    | 4    | 5    | 6    | 15.º | -     | -    | -    | -    | -     | - | -             | -             | -             | -             | -             | - | -     | 15    | 4     | 5     | 6  | 37.78%      | 12      | 14      | -2      |         |         |         |         |
| Hertha Berlín · Alemania | 1.ª   | 2015-16   | 34    | 14   | 8    | 12   | 7.º  | 5     | 4    | 0    | 1    | -     | - | -             | -             | -             | -             | -             | - | -     | 39    | 18    | 8     | 13 | 52.99%      | 51      | 48      | +3      |         |         |         |         |
| Hertha Berlín · Alemania | 1.ª   | 2016-17   | 34    | 15   | 4    | 15   | 6.º  | 3     | 1    | 2    | 0    | 2     | 1 | 0             | 1             | 3ªR           | -             | -             | - | -     | 39    | 17    | 6     | 16 | 48.72%      | 49      | 52      | -3      |         |         |         |         |
| Hertha Berlín · Alemania | 1.ª   | 2017-18   | 34    | 10   | 13   | 11   | 10.º | 2     | 1    | 0    | 1    | 6     | 1 | 2             | 3             | FG            | -             | -             | - | -     | 42    | 12    | 15    | 15 | 40.47%      | 52      | 56      | -4      |         |         |         |         |
| Hertha Berlín · Alemania | 1.ª   | 2018-19   | 34    | 11   | 10   | 13   | 11.º | 3     | 2    | 0    | 1    | -     | - | -             | -             | -             | -             | -             | - | -     | 37    | 13    | 10    | 14 | 44.15%      | 55      | 61      | -6      |         |         |         |         |
| Hertha Berlín · Alemania | 1.ª   | 2020-21   | 16    | 4    | 6    | 6    | 14.º | -     | -    | -    | -    | -     | - | -             | -             | -             | -             | -             | - | -     | 16    | 4     | 6     | 6  | 37.5%       | 17      | 20      | -3      |         |         |         |         |
| Hertha Berlín · Alemania | 1.ª   | 2021-22   | 13    | 4    | 2    | 7    | Inc. | 2     | 2    | 0    | 0    | -     | - | -             | -             | -             | -             | -             | - | -     | 15    | 6     | 2     | 7  | 44.44%      | 17      | 28      | -11     |         |         |         |         |
| Hertha Berlín · Alemania | 1.ª   | 2022-23   | 6     | 2    | 1    | 3    | 18.º | -     | -    | -    | -    | -     | - | -             | -             | -             | -             | -             | - | -     | 6     | 2     | 1     | 3  | 38.89%      | 9       | 14      | -5      |         |         |         |         |
| Hertha Berlín · Alemania | 2.ª   | 2023-24   | 34    | 13   | 9    | 12   | 9.º  | 4     | 2    | 1    | 1    | -     | - | -             | -             | -             | -             | -             | - | -     | 38    | 15    | 10    | 13 | 48.24%      | 81      | 65      | +16     |         |         |         |         |
| Hertha Berlín · Alemania | Total | Total     | 220   | 77   | 58   | 85   | -    | 19    | 12   | 3    | 4    | 8     | 2 | 2             | 4             | -             | -             | -             | - | -     | 247   | 91    | 63    | 93 | 45.34%      | 343     | 358     | -15     |         |         |         |         |
| 1. 2.                    |       |           |       |      |      |      |      |       |      |      |      |       |   |               |               |               |               |               |   |       |       |       |       |    |             |         |         |         |         |         |         |         |

#### Selección
| Hungría         | 2014            | - | - | - | - | - | 3 | 2 | 1 | 0 | - | - | - | - | - | 1 | 0 | 0 | 1 | 4 | 2 | 1 | 1 | 58.33% | 4 | 3 | +1 |
| Hungría         | 2015            | - | - | - | - | - | 2 | 1 | 1 | 0 | - | - | - | - | - | 1 | 1 | 0 | 0 | 3 | 2 | 1 | 0 | 77.78% | 5 | 0 | +5 |
| Total selección | Total selección | - | - | - | - | - | 5 | 3 | 2 | 0 | - | - | - | - | - | 2 | 1 | 0 | 1 | 7 | 4 | 2 | 1 | 66.66% | 9 | 3 | +6 |

### Resumen por competiciones
| Competición              | Partidos | Ganados | Empatados | Perdidos | Ganados % |
| Clubes                   | Clubes   | Clubes  | Clubes    | Clubes   | Clubes    |
| ------------------------ | -------- | ------- | --------- | -------- | --------- |
| 2. Bundesliga            | 34       | 13      | 9         | 11       | 47.06%    |
| Bundesliga               | 186      | 64      | 49        | 73       | 43.19%    |
| Copa de Alemania         | 19       | 12      | 3         | 4        | 68.42%    |
| Liga Europea de la UEFA  | 8        | 2       | 2         | 4        | 33.33%    |
| Total clubes             | 247      | 91      | 63        | 93       | 45.34%    |
| Selección                |          |         |           |          |           |
| Clasificatorias Eurocopa | 5        | 3       | 2         | 0        | 73.33%    |
| Amistosos                | 2        | 1       | 0         | 1        | 50%       |
| Total selección          | 7        | 4       | 2         | 1        | 66.66%    |
| Total en su carrera      | 254      | 95      | 65        | 94       | 45.93%    |

## Palmarés

### Como jugador

#### Campeonatos nacionales
| Título                      | Club          | País     | Año  |
| --------------------------- | ------------- | -------- | ---- |
| Copa de la Liga de Alemania | Hertha Berlín | Alemania | 2001 |
| Copa de la Liga de Alemania | Hertha Berlín | Alemania | 2002 |

#### Campeonatos internacionales
| Título         | Club          | Sede   | Año  |
| -------------- | ------------- | ------ | ---- |
| Copa Intertoto | Hertha Berlín | Berlín | 2006 |